# Тотомианц, Вахан Фомич
Вахан (Ваган, Ваан) Фомич Тотомианц (21 мая 1875 г. — 9 мая 1964 г.) — русский экономист, публицист, исследователь, теоретик и пропагандист кооперативного движения. Придерживался воззрений Нимской школы. Основные работы посвящены проблемам кооперации, теории и истории международной и русской кооперации.

## Биография
Родился 21 мая 1875 года в Астрахани в армянской семье.
Учился в европейских университетах в Германии, Швейцарии, Бельгии (1896-99) (Брюссельский университет окончил в 1898 г.)
Доктор (1898). Магистр политической экономии (1913), доктор политической экономии и статистики (защитил диссертацию в Киевском университете Св. Владимира в 1915 г.).
С 1904 преподавал в Московском университете, Петербургском коммерческом и сельско-хозяйственном институтах, в Харькове, в Киеве.
Печатался в журнале «легальных марксистов» «Начало», газетах «Северный Курьер», «Сын Отечества». В 1903—1904 был редактором «Экономической газеты», вел экономический раздел журнала «Образование», а в 1905—1907 сотрудничал с газетами меньшевистской направленности.
Вместе с Михаилом Ивановичем Туган-Барановским был крупнейшим представителем русской кооперации. Считал, что посредством кооперации, которая «терпит всякие убеждения и верования, терпит в своей среде лиц самых разных положений, лиц, которые в других сферах, быть может, борются между собой». За то, в ней не было «ни развивающегося капитализма, ни классовой борьбы», теория кооперации Тотомианца подвергалась критике со стороны В. И. Ленина. Тотомаианц полагал, что после революции 1917 г. благодаря национализации банков и промышленности движение русской кооперации усилилось, и её будущее обеспечено. Главной задачей русской кооперации в первые годы советской власти считал «образование и воспитание масс в корпоративном духе, свободном от партийной политики». Развивал идею «трансформации капитализма», выступал за участие рабочих в прибыли, за классовый мир.
Утверждал, что система co-partnership делает рабочих совладельцами предприятий, они «учатся и выполнять роль предпринимателя, и становятся сами предпринимателями».
После Октябрьской революции 1917 года эмигрировал. Давало о себе знать заболевание глаз. В августе 1918 г. уехал на Кавказ, где занимался преподаванием в вузах, оттуда переехал в Германию и Швейцарию, в 1920 году — в Италию, в 1922 — в Чехословакию, при этом часть времени проводил в Германии. В 1939 г., спасаясь от фашизма, переехал в Болгарию, где во время войны сгорела его уникальная библиотека. В 1953 г. переехал во Францию, к этому времени уже почти ослеп и работал с помощью членов семьи. Сотрудничал с немецкими и американскими экономическими журналами.
Преподавал в университетах и институтах Германии, Чехословакии и Болгарии, читал лекции по политической экономии, финансовой науке.
Умер Вахан Фомич 9 мая 1964 г. в Париже, во Франции, в Кормей-ан-Паризи, похоронен на местном кладбище.

## Основные труды
- Апостолы кооперации Г. Шульце-Делич и Ф. Райфэйзен — Москва : «Польза» В. Антик и К°, 1914. — 48 с.
- Потребительные общества на Западе / Моск. гор. ун-т им. А. Л. Шанявского. Курсы по кооперации. — Москва : типо-лит. т-ва И.Н. Кушнерев и К°, 1915. — [2], 112, [1] с.
- «Великий англичанин Джон Раскин, как экономист и реформатор» (1917)
- «Утопии. Социальный рай на земле» (соавт., 1917)
- «Политика как профессия» (1918)
- «Теория кооперации. Курс лекций» (1918) — учебное пособие
- «Семинарий В. Ф. Тотомианца по политической экономии (кооперации) при императорском Московском университете» (1914)
- «История экономических и социальных учений» (1921)
- «Основы кооперации» (1923)
- Примирение труда с капиталом (Участие в прибыли и копартнершип). — Берлин, 1923.
- Из моих воспоминаний. — София, 1945.
- Из истории русской экономической мысли. — Мюнхен, 1956.